# Freebach
Freebach este un râu mic din landul Renania de Nord-Westfalia, Germania. Este un afluent al râului Heilenbecke, în apropierea orașului Breckerfeld.